# زافيرلوكاست
زافيرلوكاست (بالإنجليزية: Zafirlukast)‏ هو دواء يُستعمل في علاج الربو حسب إدارة الغذاء والدواء الأمريكية.

## دوره
يلعب هذا الدواء دورًا كـ:
- عوامل مضادة للربو[6]
- مناهضات اللوكوترين[6]